# Can Biosca (Sant Just Desvern)
Can Biosca és una obra de Sant Just Desvern (Baix Llobregat) protegida com a Bé Cultural d'Interès Local.

## Descripció
Les modificacions sofertes després de la Guerra Civil han destrossat pràcticament l'edifici inicial: una masia amb ràfec paral·lel a terra, a la façana principal. Posseeix uns quants edificis annexos que l'han degradat notablement.